# Antilocapra americana sonoriensis
El berrendo de Sonora (Antilocapra americana sonoriensis) es una subespecie de berrendo encontrada en el desierto de Sonora de Arizona, y en Sonora. Se supone que su número ronda los 100 especímenes, con un estimado de 14 en 2002.

## Descripción
El berrendo, por su aspecto y características parece una especie cruzada de antílope y ciervo. El macho pesa de 45 a 60 kg, la hembra 35-45 kg; ambos sexos poseen cuernos curvos y dirigidos hacia atrás que mudan cada año. Los cuernos del macho son largos y tienen ramificaciones, y en cambio los de la hembra son cortos y sin ramificaciones. Las patas tienen cuatro dedos, aunque caminan sobre dos.

## Hábitat
El hábitat de estos animales son los espacios abiertos como llanuras y semidesiertos, donde se alimentan durante gran parte del día de hierbas, arbustos, musgos y en ocasiones incluso de cactus. Pasean por estas zonas en grandes manadas. Los integrantes de estas manadas son siempre hembras con sus crías y machos jóvenes. Los machos adultos o viejos suelen ser solitarios o viven en pequeños grupos.
En otoño, los machos en edad reproductora compiten entre sí luchando cabeza contra cabeza con el fin de ganarse el derecho a reproducirse. Tras 230 días de gestación, las hembras paren una cría o dos. Estos pequeños son de color gris y pesan de 2 a 4 kg.

## Depredadores y estado de conservación
Los berrendos no cuentan actualmente con auténticos depredadores. Son los animales más rápidos del mundo en distancias largas, capaces de mantener una velocidad de 86 km/h durante 1-2 h, velocidad de sobra para dejar sin aliento a cualquier cazador. Su velocidad máxima registrada fue de 98 km/h en tramo corto. Debido a la ausencia de depredadores, los berrendos se multiplicaron sin problemas.